# IC 864
IC 864 је спирална галаксија у сазвјежђу Береникина коса која се налази на листи објеката дубоког неба у Индекс каталогу.
Деклинација објекта је + 20° 41' 33" а ректасцензија 13h 17m 8,4s. Привидна величина (магнитуда) објекта IC 864 износи 15,2 а фотографска магнитуда 16,0.